# Sebastián Silvera
Sebastián Silvera, vollständiger Name Wilson Sebastián Silvera Teijon, (* 11. März 1986 in Montevideo) ist ein uruguayischer Fußballspieler.

## Karriere

### Verein
Der 1,80 Meter große Defensivakteur Silvera entstammt der Jugendabteilung von Deportivo Maldonado. Von 2003 bis Ende 2005 stand er dort im Kader des Profiteams und bestritt in der Saison 2004 19 Spiele in der Primera División. Für die Clausura 2006 wechselte er auf Leihbasis zum norduruguayischen Klub Tacuarembó FC. Anschließend kehrte er Mitte 2006 zu Deportivo Maldonado zurück und war dort bis Mitte 2008 aktiv. In der Spielzeit 2008/09 war er an den im benachbarten San Carlos beheimateten Zweitligisten und Lokalrivalen Maldonados Club Atlético Atenas ausgeliehen. Nach seiner abermaligen Rückkehr zu Deportivo Maldonado spielte er bei den Departamento-Hauptstädtern bis August 2013. In diesem Zeitraum wurde er in mindestens 45 Partien der Segunda División eingesetzt und schoss dabei ein Tor. Sodann schloss er sich im Amateurbereich dem Club Atlético Libertad aus San Carlos an.

### Nationalmannschaft
Silvera gehörte der von Jorge Da Silva trainierten U-17-Auswahl Uruguays an, die an der U-17-Südamerikameisterschaft 2003 in Bolivien teilnahm. Auch war er Kadermitglied der uruguayischen U-20-Nationalmannschaft bei der U-20-Südamerikameisterschaft 2005 in Kolumbien.